# Ora di punta
Ora di punta è stato un programma televisivo italiano andato in onda su contemporaneamente su Rai 1 e su RadioVerdeRai per una sola edizione, dal 10 febbraio al 30 marzo 1992, dal lunedì al venerdì alle 18,30. Fu condotto inizialmente da Mara Venier e Federico Fazzuoli, con quest'ultimo che in seguito lasciò il posto a Riccardo Pazzaglia.

## Il programma
Il preserale di Rai 1 si proponeva di intrattenere gli italiani alla stregua dei programmi radiofonici che accompagnavano gli italiani all'uscita dal lavoro e che si trovavano imbottigliati nel traffico all'ora di punta, cercando di ricreare l'atmosfera di leggerezza tipica della radio.
La puntata iniziava con Mara Venier che intervistava il suo ospite; nella seconda parte Fazzuoli parlava di viabilità e di maleducazione stradale, di città vivibili e di auto elettriche. Si dava inoltre spazio a coloro che stavano rientrando a casa dal lavoro, tramite telefonata.
A due settimane dall'inizio della trasmissione Federico Fazzuoli si dimise per contrasti con la redazione.
Il programma fu sospeso dopo meno di due mesi a causa dei bassi ascolti; in particolare fu determinante l'arrabbiatura dell'allora direttore del TG1 Bruno Vespa, che lamentava il fatto che  il programma non facesse abbastanza da "traino" per il telegiornale, complice anche una agguerrita concorrenza del neonato TG5 del direttore Enrico Mentana trainato da La ruota della fortuna di Mike Bongiorno. Nacque da ciò una diatriba pubblica tra Vespa e Mentana che tramite comunicati stampa si accusarono a vicenda di falsificare i dati auditel.
Del programma fece parte, per alcune puntate, anche un giovane e misconosciuto Leonardo Pieraccioni.

## Critica
(Dario Buzzolan)